# Ghilarovus saxicola
Ghilarovus saxicola är en kvalsterart som beskrevs av Aoki och Hirauchi 2000. Ghilarovus saxicola ingår i släktet Ghilarovus och familjen Zetomotrichidae. Inga underarter finns listade i Catalogue of Life.